# EPOC
Das Betriebssystem EPOC [ˈɛpɒk, ˈiːpɒk] wurde von Psion für PDAs (Personal Digital Assistants) entwickelt. EPOC ist der direkte Vorläufer von Symbian OS (ab EPOC Version 6), das ausschließlich auf Smartphones eingesetzt wird.
Es ist ein multitaskingfähiges 32-Bit-Betriebssystem. Es gilt als sehr stabil, bietet eine Zwischenablage, Druckerunterstützung, und die Möglichkeit, Objekte aus anderen Anwendungen in Dokumente einzufügen. In EPOC sind einige, für PDA-Verhältnisse vergleichsweise leistungsfähige, Office-Programme enthalten. Sie machten EPOC im Businessbereich sehr beliebt.
Ursprünglich wurde EPOC für reine Tastatur-PDAs ohne Touchscreen wie beispielsweise den Psion Series 3 konzipiert. Seit der Weiterentwicklung EPOC32 ist EPOC auch touchscreenfähig.

## Geschichte
Mit „EPOC“ ist meist EPOC32 gemeint, das 1997 für 32-Bit-Prozessoren der ARM-Familie heraus kam. Psion lieferte die Modelle Series 5, Series 5mx, Series 5mx PRO (dieses Modell wurde nur in Deutschland vertrieben), Revo, Revo Plus, Series 7, netBook und netpad mit EPOC aus.
Die Vorgängerversion EPOC16 lief ab 1989 auf Psions SIBO-Geräten (Sixteen Bit Organizer) bzw. 16-Bit-Prozessoren der 8086-Familie. Psion vertrieb die Geräte MC200, MC400, Series 3, Series 3a, Series 3c, Series 3mx, Siena, Workabout und Workabout mx mit dieser Betriebssystemversion. Der Workabout für industrielle Anwendungen wurde bis in das Jahr 2004 gefertigt.
Die Weiterentwicklung des Betriebssystems wurde 1998 in die Firma Symbian Ltd. ausgegliedert, an welcher sich neben Psion auch Ericsson, Motorola und Nokia beteiligten. Die Umbenennung in Symbian OS erfolgte mit EPOC-Version 6.

## Bedienung und Oberfläche
Die Oberflächen des Betriebssystems und der Programme lassen sich mit dem Touchscreen oder der Tastatur bedienen, wobei im Gegensatz zu Windows XP Tablet PC Edition oder Palm OS 5.2 (Sony UX50) beide Eingabearten gleichermaßen umfassend unterstützt werden. Das Bedienkonzept ähnelt dem bekannter Desktopumgebungen der gängigen Betriebssysteme Windows, macOS und Linux. Es gibt einen Desktop, auf dem Ordner, Dateien und die meisten installierten Programme liegen. Von dort aus sind weitere Programme und die Systemsteuerung aufrufbar. Mittels verschiedener Zusatzprogramme kann auch eine Kommandozeile verfügbar gemacht werden.
Bis ER5 (EPOC Release 5) wurde ausschließlich EIKON als Oberfläche eingesetzt. Die letzten gefertigten Psion-PDAs setzten ebenfalls Version 5 ein.

## Anwendungen
EPOC-Anwendungen sind für Querformat-Displays konzipiert. Sie sind mit Tastatur und Touchscreen-Stift bedienbar. Im Lieferumfang enthalten waren in der Regel eine Terminverwaltung, eine Textverarbeitung, eine Tabellenkalkulation, eine einfache OPL-Datenbank und verschiedene Hilfsprogramme.

## Lizenznehmer

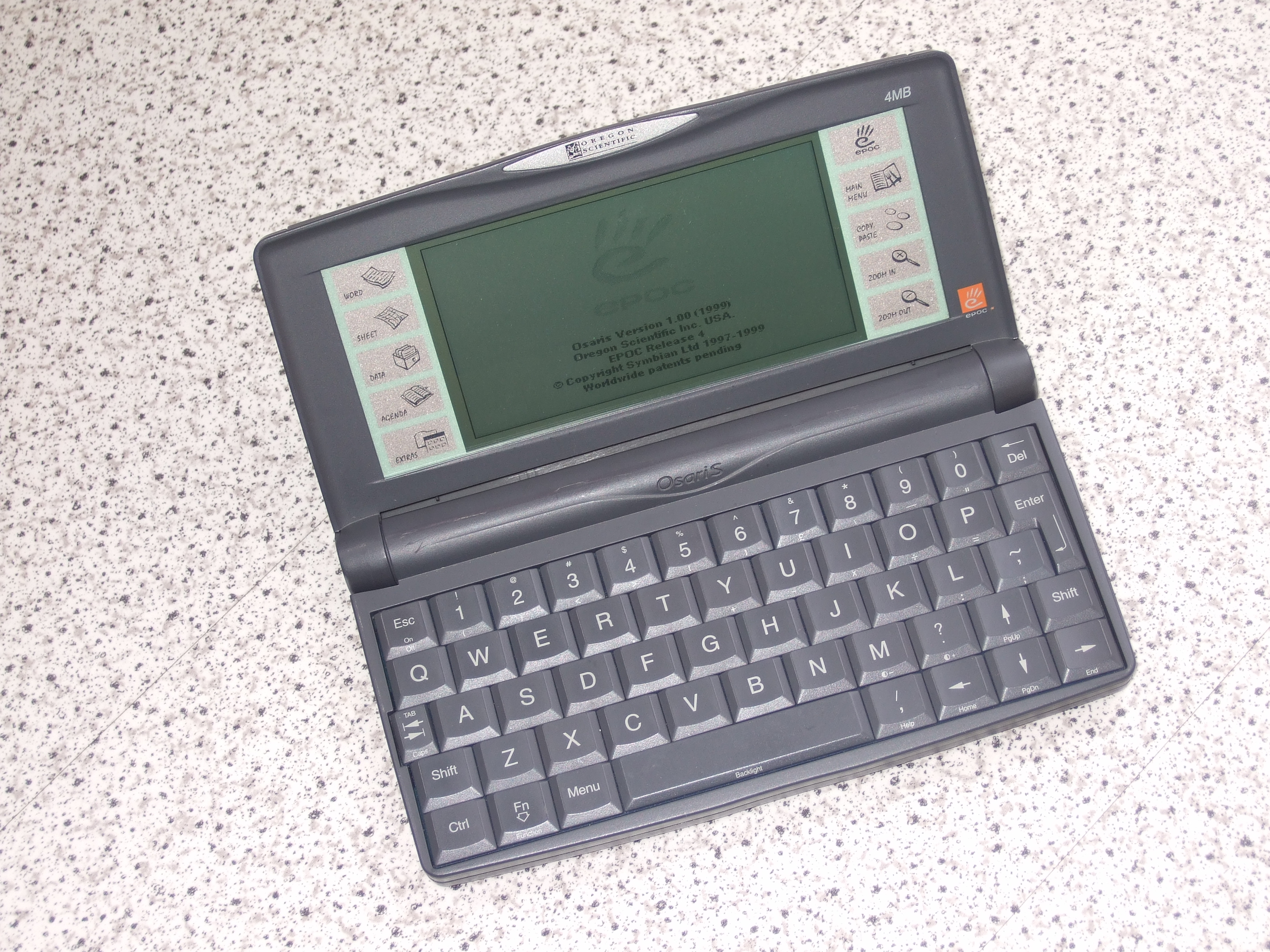
Osaris von Oregon Scientific mit EPOC-Betriebssystem

Bereits 1997 fand sich mit Geofox ein Lizenznehmer für EPOC. Mit dem Osaris von Oregon Scientific erschien ein weiteres Produkt auf der Basis von EPOC. Die Versionen 2 und 3 waren für den Series 5 und den Geofox One verfügbar, Version 4 für den Osaris.
Das R380 von Ericsson (lief mit ER 5 in einer Unicodevariante und eigener Oberfläche ohne Erweiterungsmöglichkeit) verfügte als eines der ersten Mobiltelefone über einen Touchscreen. Ebenso wie das Philips Illium Smartphone, das nicht zur Marktreife gebracht wurde, nahm es das Design der Sony-Ericsson-Modelle P800 und P900 mit umklappbarer Tastatur und großem berührungsempfindlichem Bildschirm und einer auf den Touchscreen ausgerichteten Bedienung vorweg.